# 衛茲
衛 茲（えい じ、? - 初平元年（190年））は、中国後漢時代末期の武将・政治家。字は子許。兗州陳留郡襄邑県（河南省睢県）の人。子は衛臻。

## 事跡
張邈配下。同郡の孝廉に推挙された。
激しい弁論を好まず、俗世の名声も求めない人柄であった。また、優れた節操を持つ人物として知られ、三公の招聘にも応じなかった。
曹操が初めて陳留を訪れた際に、衛茲は彼と面会したところ「天下を平定する人は、必ずやこの人だ」と言った。曹操も衛茲を異才の人物と認め、以後数度に渡り訪問して大事を諮った。その後、衛茲は董卓討伐のために3千の兵を集めた（魏書「衛瑧伝」注『先賢行状』）。また魏書「武帝紀」注『世語』によれば、衛茲が家財を提供して曹操の挙兵を支援したため、曹操は兵5千を率いることができたという。
初平元年（190年）、張邈の命令により、衛茲は兵を率いて曹操に随行した。曹操・衛茲らは、滎陽県汴水で董卓軍の徐栄と交戦し、衛茲も終日力戦した。しかし軍は敗れ、衛茲は戦死した。曹操は衛茲の死を悼み、陳留郡を通過する際には、必ず使者を派遣して衛茲のために祭祀を執り行なったという。

## 三国志演義
小説『三国志演義』では、衛茲という名の人物は登場しない。しかし、それをモデルとしたと思われる衛弘という人物が登場する。陳留郡の大富豪で、孝廉に推挙されているという設定であり、董卓暗殺に失敗し逃亡した曹操のために、義兵を募るための資金援助を承知している。